# Chicago Picasso
Le Chicago Picasso est une sculpture métallique érigée en 1967 et œuvre de Pablo Picasso située sur Daley Plaza dans le centre financier du Loop à Chicago, dans l'État de l'Illinois, à proximité immédiate de l'hôtel de ville de Chicago (Chicago City Hall) et juste en face du Richard J. Daley Center (appelé « Civic Center of Chicago » jusqu'en 1976).
Au fil du temps, le Chicago Picasso est devenu et continue d'être un lieu de rencontre bien connu des Chicagoans. Selon la saison et l'heure du mois, des spectacles musicaux, des marchés de producteurs, un Christkindlmarkt et d'autres événements de Chicago ont lieu autour du Picasso sur Daley Plaza.

## Histoire
En 1963, Richard Bennett, un architecte travaillant sur le projet du Richard J. Daley Center, écrivit à Pablo Picasso une lettre lui demandant de réaliser la sculpture. Picasso accepta en disant « Vous savez, je n'accepte jamais de commandes pour faire quoi que ce soit, mais dans ce cas, je suis impliqué dans deux projets pour deux grandes villes de gangsters » (l'autre étant Marseille, France). Ce projet de mise en œuvre d'une sculpture monumentale en acier fut également facilité par l'architecte William Hartmann de l'agence Skidmore, Owings and Merrill (SOM). Picasso a complété la maquette de la sculpture en 1965 et approuvé le model final en 1966.
La sculpture a été fabriquée à Gary (Indiana) par l'American Bridge Company, une société d'ingénierie civile spécialisée dans la construction des ponts. L'acier de la sculpture a été laminé dans le laminoir à tôles USS Gary Works, alors le plus grand laminoir de ce type au monde. Avant le début de la fabrication de la sculpture finale, un modèle en bois de 3,5 mètres (~12 pieds) de haut a été sculpté pour approbation par Picasso. Il fut validé puis envoyé au Gary Career Center. Le 25 mai 1967, l'emplacement final sur Daley Plaza pour la construction de la sculpture fut validé par les autorités municipales. Achevée le 15 août 1967, la sculpture mesure 15 mètres de haut pour un poids total de 147 tonnes, le Chicago Picasso étant en acier.
D'un coût de construction estimé à 351 959 dollars US, le financement de l'œuvre s'est effectué principalement grâce aux généreux dons d'associations et de fondations telles que le Woods Charitable Fund, la Chauncey and Marion Deering McCormick Foundation et la Field Foundation of Illinois. Picasso lui-même proposa d'offrir la somme de 100 000 dollars à la ville de Chicago mais cette dernière refusa, estimant que l'artiste n'ait pas à payer pour son œuvre.
Les efforts de la ville de Chicago pour faire connaître la sculpture – en organisant un certain nombre d'événements de presse avant que la sculpture ne soit terminée et en affichant la maquette sans avis de droit d'auteur – ont été cités comme preuves dans une affaire devant un tribunal de district américain en 1970, dans laquelle le juge a statué que les actions de la ville avaient abouti à ce que la sculpture soit consacrée au domaine public.

## Dans la culture populaire
- La sculpture apparaît dans le film Les Blues Brothers réalisé par John Landis et sorti 1980 ; dans la scène de la course-poursuite en voiture dans les rues de Chicago.
- Elle apparaît brièvement dans le film Le Fugitif réalisé par Andrew Davis et sorti en 1993 ; dans la scène où Richard Kimble (Harrison Ford) traverse Daley Plaza pour échapper au Marshal  Samuel Gerard (Tommy Lee Jones).
- On l'aperçoit également dans le film La Folle Journée de Ferris Bueller réalisé par John Hughes et sorti en 1986.